# Phats & Small
Phats & Small sono un duo musicale britannico di produttori di musica house composto da Jason "Phats" Hayward e Russell Small.
Apparirono sulla scena nel 1998 con il singolo "Turn Around", un brano con voce campionata dalla canzone "Reach Up" di Toney Lee. La traccia fu reincisa nel 1999 con la voce del cantante inglese Ben Ofoedu e debuttò al numero 3 della Classifica dei singoli britannica, prima di toccare il picco alla seconda posizione.
Nel 1999 pubblicarono anche il loro primo album, "Now Phats What I Small Music", dal quale furono estratti gli altri due singoli "Feel Good" e "Tonite", cantati sempre da Ofoedu. Poco dopo acquistarono ulteriore popolarità per i remix di "September" degli Earth, Wind & Fire e di "Ain't That a Lot of Love" dei Simply Red.
Ofoedu lasciò il gruppo per intraprendere la carriera solista come cantante e produttore e il back vocalist Tony Thompson fu promosso al ruolo di voce principale del gruppo nel secondo album, "This Time Around".
Dopo alcuni anni di assenza, Phats & Small ritornarono nel 2005 con l'album "Soundtrack to Our Lives" con il nuovo cantante Ryan Molloy.
Russel Small fa inoltre parte del progetto Freemasons con James Wiltshire.

## Discografia

### Singoli
- 1999 "Turn Around" - numero 2 GB
- 1999 "Feel Good" - numero 7 GB
- 1999 "Tonite" - numero 11 GB
- 2000 "Harvest For The World" - non classificato in GB
- 2001 "This Time Around" - numero 15 GB
- 2001 "Change" - numero 45 GB
- 2001 "Respect The Cock" - non classificato
- 2003 "Sun Comes Out" - non classificato in GB